# بند (أرومية)
بند هي قرية في مقاطعة أرومية، إيران. عدد سكان هذه القرية هو 3,888 في سنة 2006.